# 5 halerzy czechosłowackich (1977)
5 halerzy (cz. 5 haléřů, słow. 5 halierov) – czechosłowacka moneta obiegowa o nominale 5 halerzy bita w latach 1977–1990 i pozostająca w obiegu do roku 1993. Autorem projektu był rzeźbiarz i medalier František David.

## Wzór
W centralnej części awersu znalazł się stylizowany herb Czechosłowackiej Republiki Socjalistycznej – wizerunek znajdującego się na tarczy w kształcie husyckiej pawęży czeskiego wspiętego lwa o podwójnym ogonie. Na jego piersi umieszczono mniejszą tarczę z reprezentującym Słowaków symbolem watry na tle sylwetki tatrzańskiego szczytu Krywań. Bezpośrednio poniżej zamieszczono rok bicia monety. Wzdłuż krawędzi – znalazła się zapisana zewnętrznie nazwa kraju („ČESKOSLOVENSKÁ SOCIALISTICKÁ REPUBLIKA”) zajmująca oba boki i dół monety.
Rewers monety przedstawiał duży, zapisany arabską cyfrą nominał pod pięcioramienną gwiazdą nakładający się w dolnej części na mniejszą literę „h” stanowiącą określenie waluty. Tuż obok litery, po jej lewej stronie zamieszczono niewielki inicjał „D”, znak projektanta Františka Davida.

## Nakład
Podstawę prawną emisji nowych monet o nominale 5 h stanowiło zarządzenie Ministra Finansów z 18 maja 1977 r. W jego treści zawarto zarówno wzór nowej monety, jak i jej parametry fizyczne. Przewidziano, że będzie bita z krążków wykonanych ze stopu glinu i magnezu (2-procentowa domieszka drugiego z pierwiastków) o masie 0,75 g ±2,5%. Wskazano również, że rant pięciohalerzówek ma być gładki, a średnica gotowych monet ma mierzyć 16,2 mm. Ich grubość wyniosła w przybliżeniu 1,6 mm.
Bite w mennicy w Kremnicy monety wyemitowano po raz pierwszy 1 lipca 1977 r., zastępując w praktyce poprzednie warianty (1953 i 1962) wycofane z końcem 1978 roku. Nowe serie pięciohalerzowych monet produkowano rokrocznie przez kolejnych 14 lat w łącznej liczbie ponad 193 mln sztuk. Należy przy tym zauważyć, że w latach 1980–1985 nie trafiały one do obiegu, a udostępniane były na cele kolekcjonerskie w formie zestawów.
Monety wzoru z 1977 pozostały w obiegu aż do rozpadu Czechosłowacji i uległy denominacji odrębnie w Czechach i na Słowacji jednocześnie ze swoimi następcami z 1991 roku – odpowiednio z końcem kwietnia i lipca roku 1993.
| rok  | nakład     |       |
| ---- | ---------- | ----- |
| 1977 | 26 710 000 | [ 3 ] |
| 1978 | 51 110 000 | [ 3 ] |
| 1979 | 72 380 000 | [ 3 ] |
| 1980 | 50 600     | [ 3 ] |
| 1981 | 66 160     | [ 3 ] |
| 1982 | 53 847     | [ 3 ] |
| 1983 | 60 000     | [ 3 ] |
| 1984 | 39 957     | [ 3 ] |
| 1985 | 39 791     | [ 3 ] |
| 1986 | 20 020 000 | [ 3 ] |
| 1987 | 520 000    | [ 3 ] |
| 1988 | 8 029 999  | [ 3 ] |
| 1989 | 110 000    | [ 3 ] |
| 1990 | 13 950 000 | [ 3 ] |